# Paul d'Oubril
Conte Pavel Petrovič Ubri (in russo Павел Петрович Убри?, conosciuto soprattutto come Paul d'Oubril e anche come Paul von Oubril; 4 novembre 1818 – Napoli, 6 febbraio 1896) è stato un diplomatico russo.

## Biografia

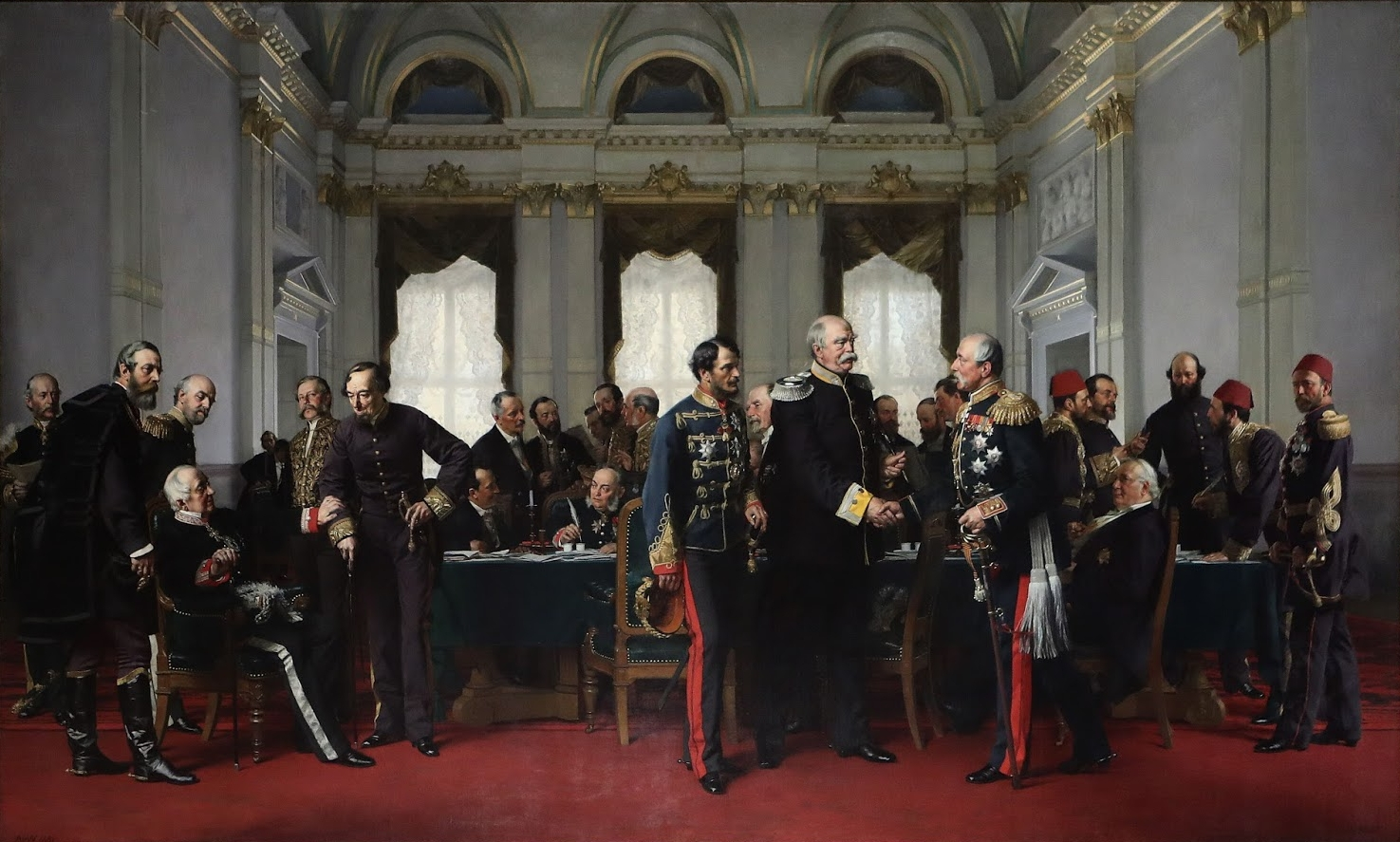
Congresso di Berlino (dipinto di Anton von Werner, 1881, 3,60 × 6,15 m Rotes Rathaus): Paul von Oubril seduto al centro, con in mano una penna d'oca.

Ubri proveniva da una famiglia originariamente cattolica francese ed era il figlio del diplomatico russo Pierre d’Oubril. Entrò nel servizio diplomatico russo e divenne segretario di legazione a Vienna nel 1848. Qui fu assistente di Aleksandr Michajlovič Gorčakov e salì al grado di primo consigliere dell'ambasciata. Nel 1853 prese parte alla Conferenza di Vienna, che cercò senza successo di evitare la guerra di Crimea. Dopo la fine della guerra di Crimea, si fece trasferire a Parigi. Qui incontrò Otto von Bismarck nel 1862, che rappresentò la Prussia come inviato a Parigi per sei mesi. Secondo i resoconti contemporanei, entrambi gli uomini svilupparono inizialmente una calda amicizia l'uno verso l'altro; più tardi, tuttavia, secondo Friedrich von Holstein, Bismarck sarebbe stato amareggiato da Oubril.
Il 24 gennaio 1863, Ubri fu accreditato come ambasciatore della Russia presso la corte prussiana e per il Meclemburgo-Schwerin e Meclemburgo-Strelitz, succedendo a suo cognato Andrey Fedorovich Budberg. Dopo la formazione della Confederazione Tedesca del Nord, vi rappresentò anche la Russia dal 12 febbraio 1868. Il 12 dicembre 1869, rappresentò lo zar ad una cena a Berlino in occasione del conferimento del titolo di Cavaliere di Gran Croce dell'Ordine di San Giorgio al re prussiano Guglielmo I. Il brindisi di Ubri a questa cena, in cui sottolineava: "Ma si vedrà anche in questo, e giustamente, un nuovo impegno dei legami che esistono tra i due sovrani, i due popoli e i due eserciti, un impegno che corrisponderebbe agli interessi di entrambi i paesi e agli interessi dell'Europa", fu visto dal pubblico come un chiaro segno che la Russia non si sarebbe opposta alla politica di potere della Prussia. Dopo la fine della guerra franco-prussiana che seguì di lì a poco e la proclamazione dell'Impero tedesco, Oubril divenne il primo ambasciatore della Russia presso l'Impero tedesco il 30 dicembre 1871. In occasione della Riunione dei Tre Imperatori nel settembre 1872, lui e l'ambasciatore austriaco Alajos Károlyi furono insigniti congiuntamente dell'Ordine dell'Aquila nera dal Kaiser Guglielmo, il che provocò un'esplosione di rabbia da parte di Bismarck, fino ad allora non consultato (che aveva inteso regalare solo dei vasi), e le dimissioni di Hermann von Thile. Oubril fu uno dei rappresentanti russi al Congresso di Berlino del 1878, ma a seguito dell'affare Ohrfeigenbrief nell'autunno del 1879 perse il suo incarico e fu richiamato in Russia.
Già all'inizio del 1880 ricevette un nuovo incarico come ambasciatore presso la corte imperial-regia di Vienna. Da Vienna condusse negoziati con il Segretario della Santa Sede Ludovico Jacobini per risolvere le divergenze tra l'Impero russo e il Vaticano. Il 31 ottobre 1880 riuscì a concludere un accordo preliminare sulla nomina dei vescovi cattolici e sulla formazione dei seminaristi in Russia. Nel 1882 fu richiamato e nominato membro del Consiglio di Stato russo.
Morì a Napoli nel 1896.